# Avanquest Software
La Avanquest Software è uno sviluppatore ed editore francese di software da consumo, fondata nel 1984 da Bruno Vanryb e Roger Politis sotto il nome di BVRP ed ha filiali in Nord America, Europa e Asia. La società ha fatto il suo debutto sulla Borsa di Parigi (Bourse de Paris) nel 1996, ed ha il suo quartier generale nel sobborgo parigino di La Garenne-Colombes, Francia. Il gruppo ha 530 dipendenti e circa 180 ingegneri in Ricerca e Sviluppo.
Nel 2007, Avanquest ha acquisito Nova Development negli Stati Uniti e Emme in Europa, raddoppiando le sue dimensioni. Nel febbraio 2008 si è aggiudicato il premio "Best European Company" nella categoria di Fusioni & Acquisizioni.
Nel 2011 acquisisce la Micro Application, editore francese.
Oggi, Avanquest, si occupa del business tecnologico e di software, operando a livello mondiale.